# Фолксваген џета
Фолксваген џета је аутомобил ниже средње класе који производи немачка фабрика аутомобила Фолксваген од 1979. године, тренутно у седмој генерацији.

## Историјат
Иако се подразумевао као посебан модел, џета је у суштини голф у седан верзији. Док је голф у хечбек верзији са троја или петора врата, џета је седан са четвора врата или на неким тржиштима може бити и у караванској верзији. Првобитно је џета била прилагођена додавањем конвенционалног пртљажника на голф са својственим стајлингом.
Назив џета потиче од речи jet stream што значи млазна струја, односно по јаким ветровима који се налазе између тропосфере и статосфере. Кроз седам генерација на тржиштима широм света, производио се под разним именима као што су Atlantic, Fox, Vento, Bora, City Jetta, Jetta City, GLI, Clasico, Voyage и Sagitar. Трећа генерација за европско тржиште звала се венто, што значи ветар на италијанском и португалском језику. Четврта генерација у већем делу света се звала бора, односно назив добија по бури, јаком зимском ветру који дува преко обале Јадранског мора, као и у деловима Грчке, Русије, Турске и Бугарске.
Џета је један од најуспешнијих седана у свету са више од 14 милиона продатих јединица од 1979. до 2014. године.

## Марка
Немачка Фолксваген група заједно са својим кинеским партнером FAW групом оснива 2019. године посебну независну ауто-марку само за кинеско тржиште под називом џета. Назив бренда је узет по аутомобилу џета из разлога што је немачки модел веома популаран у Кини. Тренутно, марка Џета производи модел VA3 који је пандан моделу џета.

## Генерације
Досад је произведена у седам генерација, и то:
- Фолксваген џета I (1979–1984)[3]
- Фолксваген џета II (1984–1992)[3]
- Фолксваген венто (1992–1998)[3]
- Фолксваген бора (1998–2005)[4]
- Фолксваген џета V (2005–2010)[5]
- Фолксваген џета VI (2010–2018)
- Фолксваген џета VII (2018–)

## Галерија
- џета I
- џета II
- венто
- бора
- џета V
- џета VI
- џета VII